# Étienne Hugues Rose
Pour les articles homonymes, voir Rose.
Étienne Hugues Rose, né le 23 septembre 1812 à Toulon et mort le 2 août 1899 au château de la Milhiere à Sanary-sur-Mer, est un général de division français.
Il s'illustre au cours de la conquête de l'Algérie puis au commandement du régiment de tirailleurs algériens durant la guerre de Crimée.
Il est grand officier de la Légion d'honneur.

## Biographie
Élève de Saint-Cyr, il en sort en 1832 dans l’infanterie.
Il sert en Algérie à partir de 1836, devient capitaine, en 1840, aux tirailleurs algériens, est fait chef de bataillon le 30 juin 1849, puis lieutenant-colonel du 14e léger le 30 décembre 1852.
Il participe à la guerre de Crimée. Promu colonel du régiment de tirailleurs algériens le 21 mars 1855, en remplacement du colonel de Wimpffen, promu général de brigade,  il s'illustre notamment lors de la  bataille de Malakoff le 8 septembre 1855.
De retour en Algérie, il se signale dans l’expédition de 1857 en Grande Kabylie. Avec sa brigade, il enlève l’un après l’autre, chez les Beni-Raten, les villages de Tamezerit et d’Aït-Saïd ou Zeggar, pour gagner le plateau d’Ouaïllel où la division soit camper. 
À la suite de cette expédition, il est promu général de brigade en 1858. Il participe à la campagne d'Italie en 1859 puis commande une brigade d’infanterie de la garde impériale. 
Il est renvoyé temporairement en Algérie pour y diriger une colonne dans l’expédition de 1864 contre les Flitta.
Il est élevé à la dignité de grand officier de la Légion d'honneur le 25 juillet 1864 puis promu général de division en mars 1869.
Au début de la guerre franco-allemande de 1870, il est nommé commandant de la 2e division du 4e corps de l'armée du Rhin mais il ne rejoint pour cause de maladie et est remplacé par le général Grenier.
Il est admis à la retraite le 25 mai 1872.

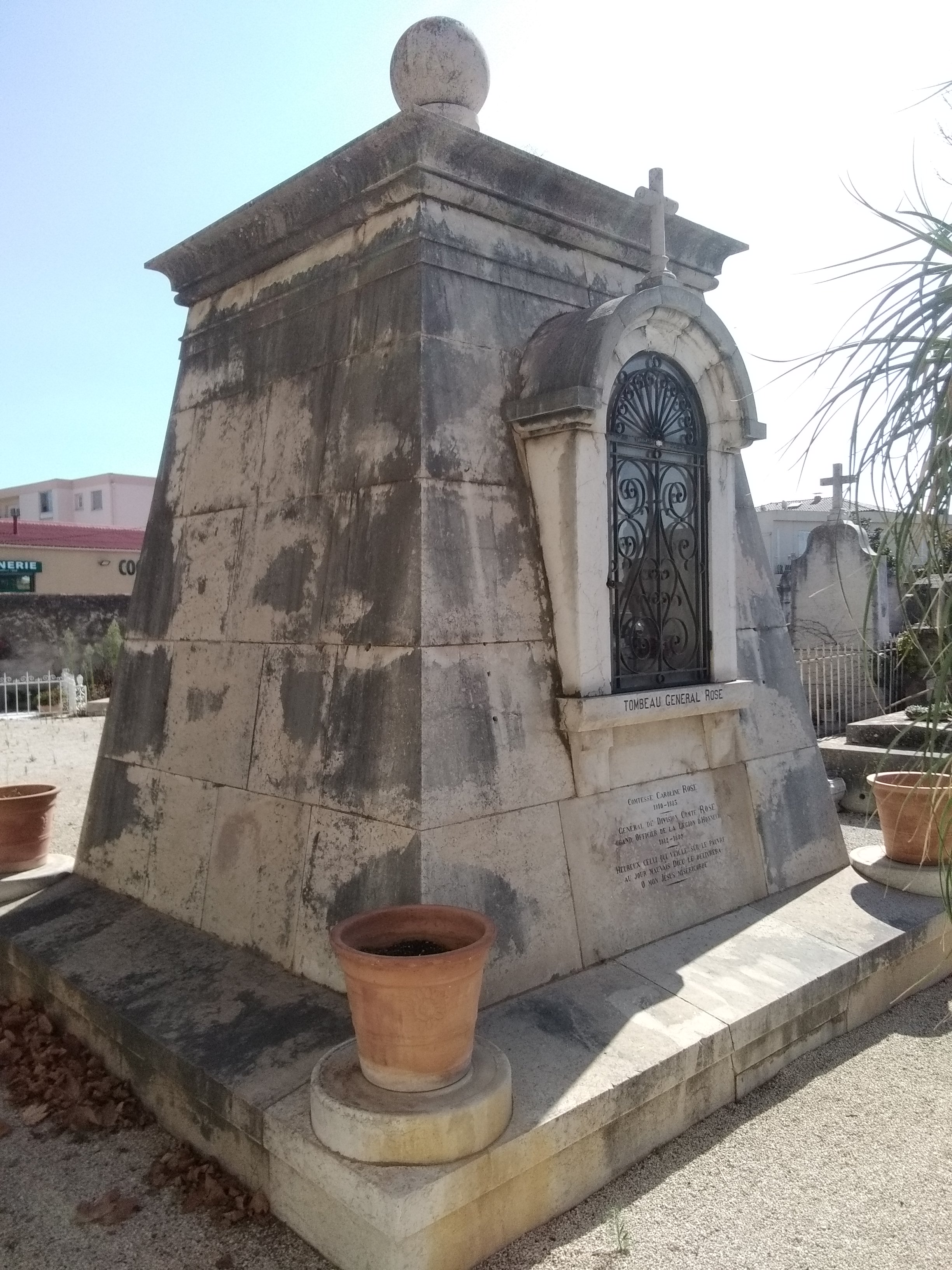
Tombe du général Rose (Sanary-sur-Mer)

Sa tombe se trouve au cimetière ancien de Sanary-sur-Mer.

## Décorations
- Grand officier de la Légion d'honneur (25 juillet 1864)